# Flygtning 86
|  | Denne artikel er oprettet af botten Steenthbot ud fra en ekstern database. Den kan derfor have sproglige fejl eller mangler. Denne skabelon kan fjernes efter kontrol af indholdet. |

Flygtning 86 er en dansk dokumentarfilm fra 1986 instrueret af Morten Arnfred efter eget manuskript.

## Handling
Flygtninge fra forskellige områder: El Salvador, Cambodia m.fl.